# Krasimir Balakov
Krasimir Genčev Balakov (bug.: Красимир Балъков) (Veliko Tarnovo, 29. ožujka 1966.) je bugarski nogometni trener i umirovljeni nogometni reprezentativac.

## Karijera
Balakov je počeo svoju karijeru u lokalnom klubu Etar Veliko Tarnovo gdje je nastupao sedam sezona, nakon Etara igra četiri sezone u portugalskom Sportingu s kojim osvaja Portugalski kup (1995.). Nakon epizode u Portugalu Balakov odlazi u Njemačku točnije u VfB Stuttgart s kojim osvaja dva Intertoto kupa (2000. i 2002.) i Njemački kup 1997. prije nego što 2003. okončava karijeru. Balakov je ostao zapamćen kao dio "magičnog trokuta", koji je činio zajedno s Fredijem Bobićem i Giovanijem Elberom u Stuttgartu.

## Trenerska karijera
Godinu dana nakon umirovljenja postaje pomoćni trener u Stuttgartu, gdje ostaje dvije godine nakon što je postao igrač-menadžer u Plauenu.
Dana 16. siječnja 2006. potvrđen je za trenera Grasshoppera nakon što je prijašnji trener Hanspeter Latour prešao u 1. FC Köln. Balakov vodi klub do osvajanja Intertoto kupa, te plasmana u Kup UEFA u sezoni 2006./07. Nakon Grasshoppera ostaje u Švicarskoj te je 29. listopada 2007. postavljen za trenera FC St. Gallen, tri dana prije kraja sezone dobio je otkaz. U prosincu 2008. vraća se u domovinu i preuzima Černomorec u kojemu ostaje sve do 6. prosinca 2010. kada sporazumno raskida ugovor s klubom nakon neslaganja s vlasnikom. Nakon kraće stanke 27. svibnja 2011. postavljen je za trenera Hajduka.
U svibnju 2019. godine je bivši igrač Sportinga postao izbornik Bugarske.  Balakov dao je ostavku na svoju funkciju izbornika nakon visokog poraza od 0:6 protiv Engleske u kvalifikacijama za Europsko prvenstvo od ponašanja bugarskih navijača na toj utakmici u Sofiji zbog čega je odstupio i predsjednik Saveza Borislav Mihajlov.